# Challenger de Santo Domingo 2023
El torneo RD Open 2023 fue un torneo de tenis perteneció al ATP Challenger Tour 2023 en la categoría Challenger 125. Se trató de la 6ª edición; el torneo tuvo lugar en la ciudad de Santo Domingo (República Dominicana), desde el 7 de agosto hasta el 13 de agosto de 2023 sobre pista de tierra batida verde al aire libre.

## Jugadores participantes del cuadro de individuales
| Favorito | País                 | Jugador                 | Rank1 | Posición en el torneo    |
| -------- | -------------------- | ----------------------- | ----- | ------------------------ |
| 1        | Bandera de Argentina | Federico Coria          | 103   | Semifinales              |
| 2        | Bandera de Chile     | Alejandro Tabilo        | 122   | Cuartos de final         |
| 3        | Bandera de Argentina | Tomás Martín Etcheverry | 136   | Segunda ronda            |
| 4        | Bandera de Italia    | Flavio Cobolli          | 142   | Primera ronda            |
| 5        | Bandera de Bolivia   | Hugo Dellien            | 165   | Primera ronda            |
| 6        | Bandera de Brasil    | Felipe Meligeni Alves   | 177   | Cuartos de final, retiro |
| 7        | Bandera de Argentina | Genaro Alberto Olivieri | 190   | CAMPEÓN                  |
| 8        | Bandera de Argentina | Marco Trungelliti       | 219   | FINAL                    |

- 1 Se ha tomado en cuenta el ranking del 31 de julio de 2023.

### Otros participantes
Los siguientes jugadores recibieron una invitación (wild card), por lo tanto ingresan directamente al cuadro principal (WC):
- Peter Bertran
- Roberto Cid
- Gonzalo Lama

Los siguientes jugadores ingresan al cuadro principal tras disputar el cuadro clasificatorio (Q):
- Mateus Alves
- Ignacio Monzón
- Jorge Panta
- Justin Roberts
- Kyle Seelig
- Joshua Sheehy

## Campeones

### Individual Masculino
- Genaro Alberto Olivieri derrotó en la final a  Marco Trungelliti, 7–5, 2–6, 6–4

### Dobles Masculino
- Pedro Boscardin Dias /  Gustavo Heide derrotaron en la final a  Diego Hidalgo /  Cristian Rodríguez, 6–4, 7–5